# Mambertiïta
La mambertiïta és un mineral de la classe dels òxids. Rep el nom en honor del col·leccionista de minerals italià Marzio Mamberti (n. 1959) per la seva contribució al coneixement de la mineralogia sarda.

## Característiques
La mambertiïta és un òxid de fórmula química BiMo⁵⁺₂․₈₀O₈(OH), caracteritzat per la presència de molibdè pentavalent. Va ser aprovada com a espècie vàlida per l'Associació Mineralògica Internacional l'any 2013. Cristal·litza en el sistema triclínic. Estructuralment es troba relacionada amb la gelosaïta.
L'exemplar que va servir per a determinar l'espècie, el que es coneix com a material tipus, es troba conservat a les col·leccions del Museu d'Història Natural de la Universitat de Pisa (Itàlia), amb el número de catàleg: 19682.

## Formació i jaciments
Va ser descoberta a Itàlia, concretament a la Punta de Su Seinargiu, a la loclaitat de Sarroch (Ciutat metropolitana de Càller, Sardenya), on es troba en petits forats als filons de quars, associada a altres minerals com la wulfenita, la sardignaïta, la moscovita, la ferrimolibdita i el propi quars. També ha estat descrita a Kingsgate, al comtat de Gough (Nova Gal·les del Sud, Austràlia). Aquests dos indrets són els únics de tot el planeta on ha estat descrita aquesta espècie mineral.